# 紀亞文
紀亞文（英語：Edwin Gerard，1984年3月8日—)，台灣男演員兼模特兒。

## 簡歷
紀亞文是個台美混血儿，6歲到美國唸書，12歲因為參加夏令營而開始學習網球；就讀高中時不僅參加校隊，還拿過紐約區冠軍，曾獲得超過30個獎項，其後以此保送進纽约州立大学。他擁有網球教練員許可證，曾經是網球教練員。由於對表演更加感興趣，大學畢業後回到臺灣，透過表姐介紹與宏將多利安簽署合約。2011年約滿後加入寶麗來國際娛樂。2018年加入頂尖東方國際傳媒

## 感情生活
紀亞文在2013年與袁詠琳開始交往，2015年曾一度分手，2016年復合後再於2018年再度分手。

## 演出作品

### 劇集
- 2009年：《桃花小妹》
- 2011年：《旋風管家》飾 慕容兵侍
- 2012年：《螺絲小姐要出嫁》飾 夜店男客人
- 2012年：《我租了一個情人》飾 杜澤美
- 2012年：《愛情來了，請打卡》飾 彭友樂
- 2012年：《成人記》（網劇）飾 冬子
- 2013年：《真愛黑白配》飾 劉亞文
- 2014年：《不一樣的美男子》 飾 燕超尘
- 2014年：《王牌鴿倆好》 飾 阿凱
- 2015年：《男人不醉》（網劇）[3]
- 2015年：《懶人美食日記》飾 亞當
- 待播中：《親親中國爹娘》飾 熊德龍[4]
- 2018年 :《高校英雄傳》 飾 盛亞倫

### 主持
- 2022年：民視  《超級王牌棒球隊》

### 電影
- 2011年：《戀愛恐慌症》飾 牧师
- 2012年：《白天的星星》飾 吉米
- 2020年：《蟑潮》飾 維克多

## 外部連結
- 紀亞文的Facebook專頁
- 紀亞文的新浪微博